# Linkin Park Underground 3.0
Linkin Park Underground 3.0 (abreviado como LPU 3.0) é o terceiro CD lançado pela banda americana de rock Linkin Park para o seu fanclub oficial, o LP Underground. O EP foi lançado em novembro de 2003.
Esse EP foi simultaneamente lançado ao lado do aniversário de terceiro ano da LPU em 17 de novembro de 2003. O EP possui cinco versões ao vivo de músicas encontradas no DVD ao vivo da banda, o Live In Texas, essas faixas foram editadas de formas diferentes para esse lançamento.

## Gravação
O Underground 3.0 apresenta cinco canções profissionalmente misturadas e dominadas dos shows da banda em Houston, Texas, em Irving, no Texas, no Summer Sanitarium Tour do Metallica, no verão de 2003. O vídeo e áudio foram tirados de ambos os shows para criar o DVD ao vivo, embora a banda tenha deixado algumas músicas omitidas no CD para inclusão em outros lançamentos. As gravações de "Don't Stay", "Figure.09", "With You", "By Myself" e "A Place For My Head" foram tiradas desses concertos e são encontradas nesse CD, com uma edição diferente do DVD.

## Faixas
| Faixas do CD   |                              |         |  |
| N.º            | Título                       | Duração |  |
| 1.             | "Don't Stay" (Live)          | 3:11    |  |
| 2.             | "Figure.09" (Live)           | 3:49    |  |
| 3.             | "With You" (Live)            | 3:21    |  |
| 4.             | "By Myself" (Live)           | 4:06    |  |
| 5.             | "A Place For My Head" (Live) | 3:58    |  |
| Duração total: | Duração total:               | 18:24   |  |